# 巴勒斯坦人体育俱乐部
巴勒斯坦人体育俱乐部（西班牙語：Club Deportivo Palestino），又译作帕莱斯蒂诺体育俱乐部，是智利足球俱乐部，位于首都圣地亚哥，俱乐部现为智利足球甲级联赛球队。主体育场为拉希斯特纳市政体育场（Estadio Municipal de La Cisterna），拥有约 12,000 个座位。

## 球队历史
俱乐部由智利的巴勒斯坦移民创建于1920年8月20日，球队当时参赛于奥索诺的殖民地赛事。1952年智利足协举办了第一届职业足球联赛，帕莱斯蒂诺成为了乙级联赛的创始球队，随后不久就晋级了智利足球甲级联赛。
1955年球队在阿根廷人队长Gillermo Coll的带领下首次夺得联赛冠军，随后俱乐部进入了一个被昵称为「百万富翁」的时代，因为俱乐部拥有吸引顶级球员加盟的能力。
1978年俱乐部第二次夺得联赛冠军头衔，这一次是在智利著名球星埃利亚斯·菲格罗亚的带领下夺得的头衔，这一年球队还创造了多场比赛不败的智利全国纪录并且夺得了当年的智利杯，成为了「双冠王」。
2004年俱乐部注册成为公司，但是球队未能达到预期的成绩，2006赛季中球队排在20支球队的第18位，在和乙级联赛第三名费尔南德斯维尔的甲级联赛资格附加赛中击败了对手得以留在甲级球队行列。

## 球队荣誉
- 智利足球甲级联赛 冠军: 1955, 1978
- 智利杯 冠军: 1975, 1977
- 智利足球乙级联赛 冠军: 1952, 1972

## 知名球员
| - Clarence Acuña - Marcelo Corrales - Silvio Fernández Dos Santos - 埃利亚斯·菲格罗亚 - Patricio Galaz - Pablo Lenci - Roberto Kettlun | - Jorge Muñoz - Luis Oyarzún - Eros Pérez - Dwight Pezzarossi - Héctor Robles - Leonel Sánchez - Luis Jiménez |